# Baie de Pleasant
Pleasant Bay est une baie du Comté de Washington située dans le Maine, à l'embouchure de la rivière Pleasant.
Située entre les villes de Addison et Harrington, elle est bordée à l'est par le Cap de Split et à l'ouest elle est séparée de la baie de Harrington par Ripley Neck, et de la baie de Narraguagus par l'Île de Dyer.
La baie s'étend à peu près sur 10 km et jusqu'à 4 km au large.